# Massimo Bonanni
Massimo Bonanni, italijanski nogometaš in trener, * 10. junij 1982, Rim, Italija.
Bonanni je trenutno igralec sredine igrišča. Visok je 190 cm, tehta pa 81 kilogramov. V svoji karieri je igral tudi za Viterbese, Panahaiki, Vicenzo, Palermo, Sampdorio in  Lazio.